# Архітектурно-етнографічний комплекс «Етир»

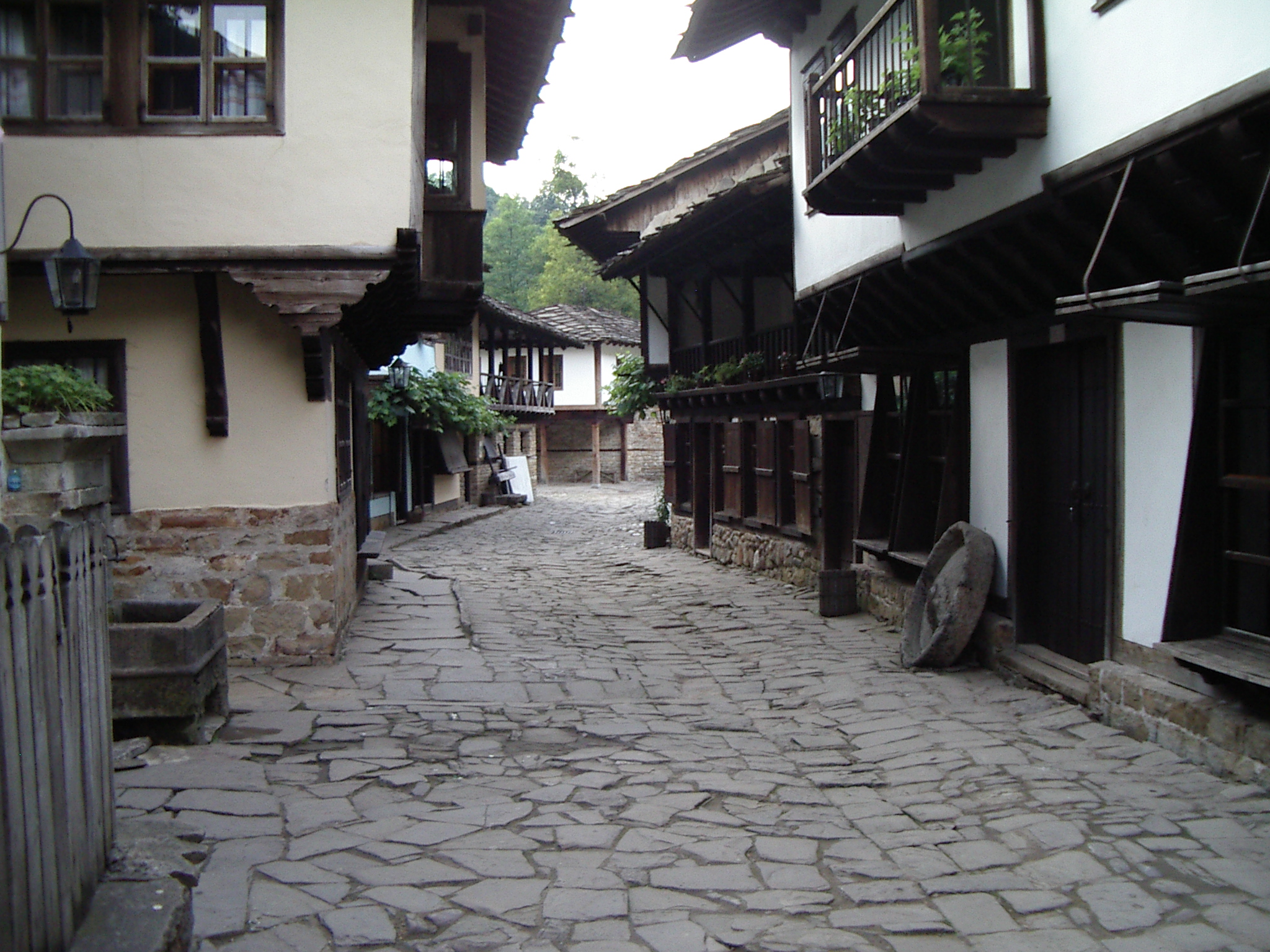

Архітектурно-етнографічний комплекс «Етир» — музей просто неба, що розташувався за 8 кілометрів південніше міста Габрово за ініціативи Лазара Данкова.

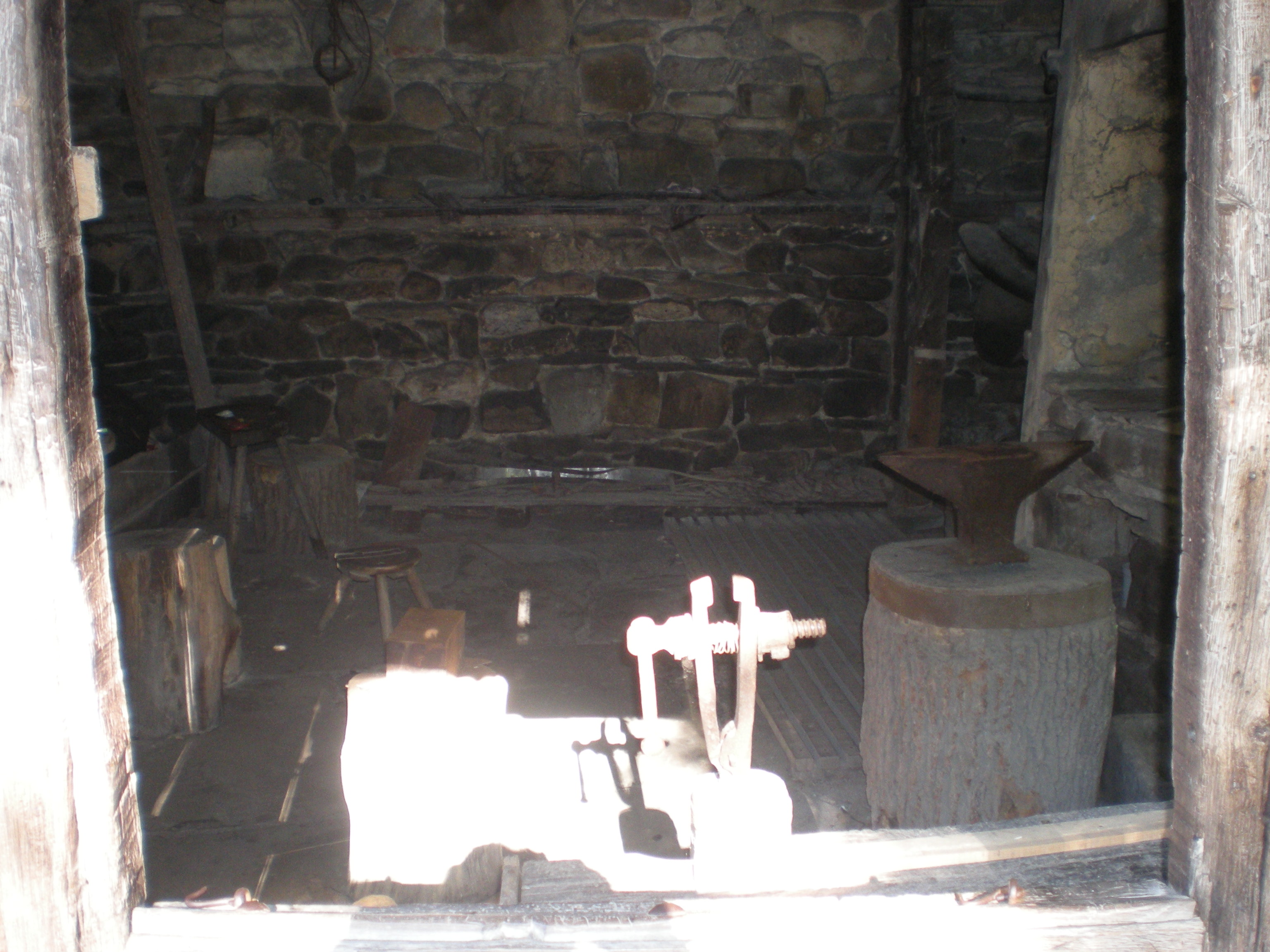

Відкрито експозицію 7 вересня 1964 року і наразі вона нараховує 50 музейних об'єктів. Загалом експозиція дає змогу ознайомитися зі старим Габрово, його архітектурою, побутом людей, ремеслами, духовним і культурним життям з другої половини XVIII століття. Зокрема тут є вулиця ремісників, де можна побачити 16 різних архітектурних стилів, а також представлені млини, робітничі майстерні та громадські будівлі, а також самостійно виготовити вироби з металу, шкіри, глини, шерсті або дерева чи придбати створені майстрами поробки.
Для поповнення експозиції музею використовують три способи. Зокрема, роблять реставрацію об'єктів, що знаходилися в Габровському районі, переносять будівлі з інших міст до музею або створюють копії оригінальних будівель згідно зроблених знімків.
Серед представлених ремесел в музеї є:
- обробка міді;
- гончарство;
- різьба по дереву від Тревненської художньої школи;
- майстерня іконопису, що поєднує традиційні розписи з сучасними;
- виробництво підводи для буйволів;
- скорняцтво — пошиття виробів з підготовленого хутра (шапки, безрукавки та черевички);
- ювелірна справа з виготовлення срібних прикрас;
- мутафчійське ремесло — показує процес від снування ниток до ткацтва;
- виготовлення музичних інструментів, таких як волинка, дудки та кавали;
- ковальство та виробництво ножів;
- шорництво — виготовлення зі шкіри свиней, великої рогатої худоби та кіз сідел, ремнів, кобури та інших необхідних речей для вершників та коней;
- ткацтво;
- майстерня з цукрових виробів — квіток, халви, цукрових півників, плитки горіхів в патоці а також болгарське біле варення;
- пекарня — готує запашний білий нутовий хліб;
- хлопкарство- вироби з бронзи (дзвіночки, ланцюги і т. д.)
Родзинкою музею є споруди основним робочою силою яких є вода. В колекції музею є 10 об'єктів такого типу.
Такі будівлі мають два рівні та розподілені за своїм призначенням. На першому рівні знаходиться точило (для відточування ножів, сокир та інших інструментів), млин-караджейка (після помелу отримують чорне борошно), валяльня (використовувалися для виготовлення ковдр, покривал та шерстяних тканин, а з 30-х років ХІХ століття — для прання покривал), сукновальня для обробки шерсті, тканин та гайтанів, верстат для виробництва дерев'яних тарілок. На другому рівні млин-долапкин (від назви водяного колеса «долап»), лісопильня (для розпилювання деревини), майстерня з плетіння гайтанів та валяльня. Вся експозиція техніки представлена в оригінальних розмірах.

## Експозиція «Сакова кища»
Цей розділ дає змогу ознайомитися з будинком габровського купця Петра Сака, що був зведений 1850 року біля Баєвого мосту і потрапив до музею 1970 року, де був відреставрований і включений до експозиції. Архітектура будинку відображає вплив Середземномор'я: фасад має розмальовані колони, 21 вікно, відкритий балкон на даху, що переходить у веранду. На першому поверсі розташовано магазин, а на другому — відтворено приміщення торгового дому.
Окрім будинку купця уваги заслуговують також будівлі вулиці ремісників — місцями настільки вузької, що дахи будинків доторкаються один одного. Характерною рисою будинків, що були тут зведені протягом 1967—1973 рр., є еркери, для створення простору та гарного освітлення другого поверху, а також оздоблення різьбою по дереву та балкони.

## Дубильна майстерня
Приміщення для обробки сирої шкіри з метою подальшого використання має окрім дубильні ще й іншу назву –Табакхана. В залежності від призначення розрізняють чотири види шкіри: для виготовлення взуття («гьон»), для виготовлення селянського взуття («кюселе»), з козиної шкіри («сахтієні») та з овечої шкіри («мешині»).
Перед тим, як отримати придатну для подальшого використання шкіру її освіжають, очищають, відбілюють вапном та піддають дубленню. З цією метою використовують різні інструменти та ємності, такі як котли, чани для відбілювання, дерев'яні козли, сита, тиски, колода для механічної обробки шкіри та мармурові плити із затискачами для обтягування шкіри. Після проведення всього циклу обробки шкіри, її, як правило сушили на горищі або балконі. З влаштуванням дубильної майстерні можна ознайомитися на відтвореній копії приміщення Івана Івановича Голосманова, що був знаним ремісником цієї справи.

## Виробництво горіхової олії «Шарлан»
Отримання олії проходить в шість етапів. Спочатку горіхи чистять від шкаралупи та підсмажують в печі до жовтого кольору (вогонь має займати третину простору). Потім горіхи перемелюють — стандартною мірою є 60-70 кг подрібнених ядер. Далі до казану заливають 10 літрів води з розрахунку на вище вказану величину, додають пару кілограм морської солі та 15 кілограм дріжджів та доводять до кипіння. Як тільки починає закипати — всипають горіхи, не забуваючи помішувати суміш та продовжуючи варити протягом години поки не отримають жовтий колір. Приготовану таким чином горіхову «кашу» зсипають до пресу, що має мішок з козячої шерсті, висіченого каміння в який ставлять мідний казанок для стікання олії. Отримана таким чином рідина з горіхів має настоятися, тому шарлан розподіляють по закопаним в землю глиняним горщикам для підтримання температурного режиму.

## Кабінет Лазара Донкова
Експозиція присвячена першому директору та засновнику музею «Етир». В кімнаті, де він працював до 1976 року, збережено письмовий стіл, особистий щоденник, викопіювання заміток по створенню музею, а також фотографії та книги з історії міста Габрово.

## Виставка національних костюмів
В гончарній майстерні окрім ремесла також можна оглянути експозицію болгарського національного одягу.

## Будинок з села Тумбалово
Будівля другої половини ХІХ століття, до музею привезена з Севлієвського району. В ній є кища (кімната з вогнищем, що обігрівалася від каміну, який називають «джамал»), хашево (кухня та їдальня), соба (спальня, та горище (балкон). Підлога в будинку глиняна, є відведене місце для відер з водою — водник, триногі стільці для сидіння та ковдри з козячої шерсті, що підстелювалися на циновку для спання.

## Будинок з села Гачевці
Традиційний будинок ремісника з виготовлення возів приблизно датований 1880 роком. На першому поверсі будинку розташовувалася майстерня власника будинку, а на другому знаходилися житлові приміщення. Хоча тут, як і у всіх інших будівлях, є традиційна кища, соба та чарда, проте вже можна побачити інше обмеблювання, характерне для початку ХХ століття. Зокрема, тут вже не глиняна, а дощата підлога та є ліжка. Також представлені знаряддя праці та елементи побуту.

## Використані джерела
1. За матеріалами офіційного сайту http://www.etar.org [Архівовано 10 травня 2020 у Wayback Machine.]